# Radio Nostalgia
Radio Nostalgia è un'emittente radiofonica italiana. Copre direttamente l'area della Liguria, Piemonte, Valle d'Aosta e della Lombardia e, in syndication, Toscana e parte del Lazio.
Nostalgia è una radio di flusso con un palinsesto composto di brani musicali intervallati da giornali radio, locali e nazionali, e rubriche.

## Storia
Nasce a Genova nel 1990, da un'idea di Agostino Biamonti e Umberto Buelli a metà degli anni 2000 crea il proprio franchise e si espande in altre regioni, altre stazioni prendono il nome ma le redazioni e i programmi rimangono comunque indipendenti.
È stata tra le prime radio private italiane a utilizzare il formato hit radio. Questo format prevede esclusivamente la messa in onda di successi, italiani e stranieri di vari generi musicali. Le canzoni vengono scelte fra le over tre anni.